# 玛利亚·傅天娜·克瓦尔斯卡
瑪利亞·傅天娜·克瓦爾斯卡（波蘭語：Maria Faustyna Kowalska，原名：Helena Kowalska，1905年8月25日—1938年10月5日），常稱聖女傅天娜（英語：Saint Faustina），是波蘭籍天主教會修女，因在波蘭華沙仁慈之母女修會（Sisters of Our Lady of Mercy）的服侍，以及多次見證耶穌基督的顯靈，並與其對話且記載在日記裡，奉耶穌之命向世人宣揚救主慈悲敬禮（神聖慈悲敬禮）及救主慈悲像，2000年被聖座宣聖。

### 引用
1. ↑  Alban Butler and Paul Burns, 2005, Butler's Lives of the Saints, Burns and Oats ISBN 0860123839 page 251